# Saint-Pavin
Saint-Pavin ist eine ehemalige französische Gemeinde im Département Orne. Heute ist Saint-Pavin ein Ortsteil der Gemeinde Bazoches-au-Houlme.

## Geschichte
Nach der Französischen Revolution bildete Saint-Pavin zunächst eine eigenständige Gemeinde, in der 1793 insgesamt 103 Bewohner registriert wurden. Aufgrund der Namensgleichheit mit der Gemeinde Saint-Pavin-des-Champs, die 1855 nach Le Mans eingemeindet wurde, wurde Saint-Pavin auch als Saint-Pavin-sur-Beize bezeichnet. Der Namenszusatz geht auf den in unmittelbarer Nähe zum Ort verlaufenden Fluss Baize zurück. Die Gemeinde gehörte zum Kanton Athis-de-l’Orne im Département Orne. Während schon 1800 mit 92 Einwohnern ein Rückgang der Bevölkerungszahl festgestellt worden war, beschleunigte sich diese Abnahme, sodass die Gemeinde 1806 nur noch 71 Einwohner zählte. 1812 wurde Saint-Pavin gemeinsam mit La Chapelle-Monvoisin nach Bazoches-au-Houlme eingemeindet. Der Ort erlangte als Geburtsort von Rémy de Gourmont Bekanntheit, der 1858 im Schloss von Saint-Pavin zur Welt kam.